# Setomaa (Gemeinde)
Die Gemeinde Setomaa (estnisch Setomaa vald) ist eine estnische Landgemeinde im Kreis Võru. Sie hatte am 1. Januar 2025 2.756 Einwohner.

## Geografie
Die Gemeinde im äußersten Südosten Estlands wurde nicht nach einem Ort, sondern nach der historischen Landschaft Setumaa benannt.
Die Gemeinde Setomaa besteht aus dem Hauptort Värska und 156 Dörfern. Diese sind:
Ala-Tsumba, Antkruva, Audjassaare, Beresje, Ermakova, Helbi, Hilana, Hilläkeste, Hindsa, Holdi, Härmä, Ignasõ, Igrise, Jaanimäe, Juusa, Jõksi, Järvepää, Kahkva, Kalatsova, Kangavitsa, Karamsina, Karisilla, Kasakova, Kastamara, Keerba, Kiiova, Kiislova, Kiksova, Kitsõ, Klistina, Koidula, Kolodavitsa, Kolossova, Koorla, Korela, Korski, Kossa, Kostkova, Kremessova, Kriiva, Kuigõ, Kuksina, Kundruse, Kusnetsova, Kõõru, Käre, Küllätüvä, Laossina, Leimani, Lepä, Lindsi, Litvina, Lobotka, Lutepää, Lutja, Lütä, Lüübnitsa, Maaslova, Marinova, Martsina, Masluva, Matsuri, Melso, Merekülä, Meremäe, Miikse, Mikitamäe, Miku, Mokra, Määsi, Määsovitsa, Napi, Navikõ, Nedsaja, Niitsiku, Obinitsa, Olehkova, Ostrova, Paklova, Palandõ, Palo, Paloveere, Pattina, Pelsi, Perdaku, Pliia, Podmotsa, Poksa, Polovina, Popovitsa, Pruntova, Puista, Puugnitsa, Põrstõ, Raotu, Rokina, Ruutsi, Rõsna, Rääptsova, Rääsolaane, Saabolda, Saagri, Saatse, Samarina, Selise, Seretsüvä, Serga, Sesniki, Sirgova, Sulbi, Säpina, Talka, Tedre, Tepia, Tessova, Teterüvä, Tiastõ, Tiilige, Tiirhanna, Tiklasõ, Tobrova, Tonja, Toodsi, Toomasmäe, Treiali, Treski, Triginä, Tserebi, Tsergondõ, Tsirgu, Tsumba, Tuplova, Tuulova, Tääglova, Ulaskova, Ulitina, Usinitsa, Uusvada, Vaaksaarõ, Vaartsi, Varesmäe, Vasla, Vedernika, Velna, Veretinä, Verhulitsa, Vinski, Viro, Voropi, Võmmorski, Võpolsova, Võõpsu, Väike-Rõsna, Väiko-Härmä, Väiko-Serga, Õrsava.

## Geschichte
Die Gemeinde Setomaa wurde 2017 durch die Fusion der Gemeinden Meremäe, Mikitamäe und Värska gegründet. Auch die Siedlungen Hindsa, Koorla, Kossa, Kriiva, Leimani, Lütä, Mokra, Määsi, Napi, Pruntova, Põrstõ, Saagri, Tiastõ, Tiilige, Toodsi und Tserebi aus der Gemeinde Misso wurden mit der Gemeinde Setomaa vereinigt. Der Gemeinderat von Mikitamäe klagte erfolglos gegen Fusion mit der Gemeinde Setomaa.

## Kultur und Sehenswürdigkeiten
Museen in der Gemeinde Setomaa sind das Värska Talumuuseum (Bauernmuseum), das Seto Tsäimaja (Teemuseum), das Kindral Reegi Maja (General Reegi Haus), das Saatse Muuseum (Grenzmuseum) und das Obinitsa Muuseum (Trachtenmuseum).

## Wirtschaft und Infrastruktur
Die Hauptbereiche der Wirtschaft in der Gemeinde Setomaa sind Landwirtschaft, Forstwirtschaft, Lebensmittelindustrie und Tourismus. Der Handel besteht aus Läden von Coop und kleinen Unternehmern.
Der Grenzbahnhof Koidula liegt auf dem Gemeindegebiet.

## Politik
Der erste Vorsitzende des Gemeinderates wurde Rein Järvelill und der erste Bürgermeister Raul Kudre.

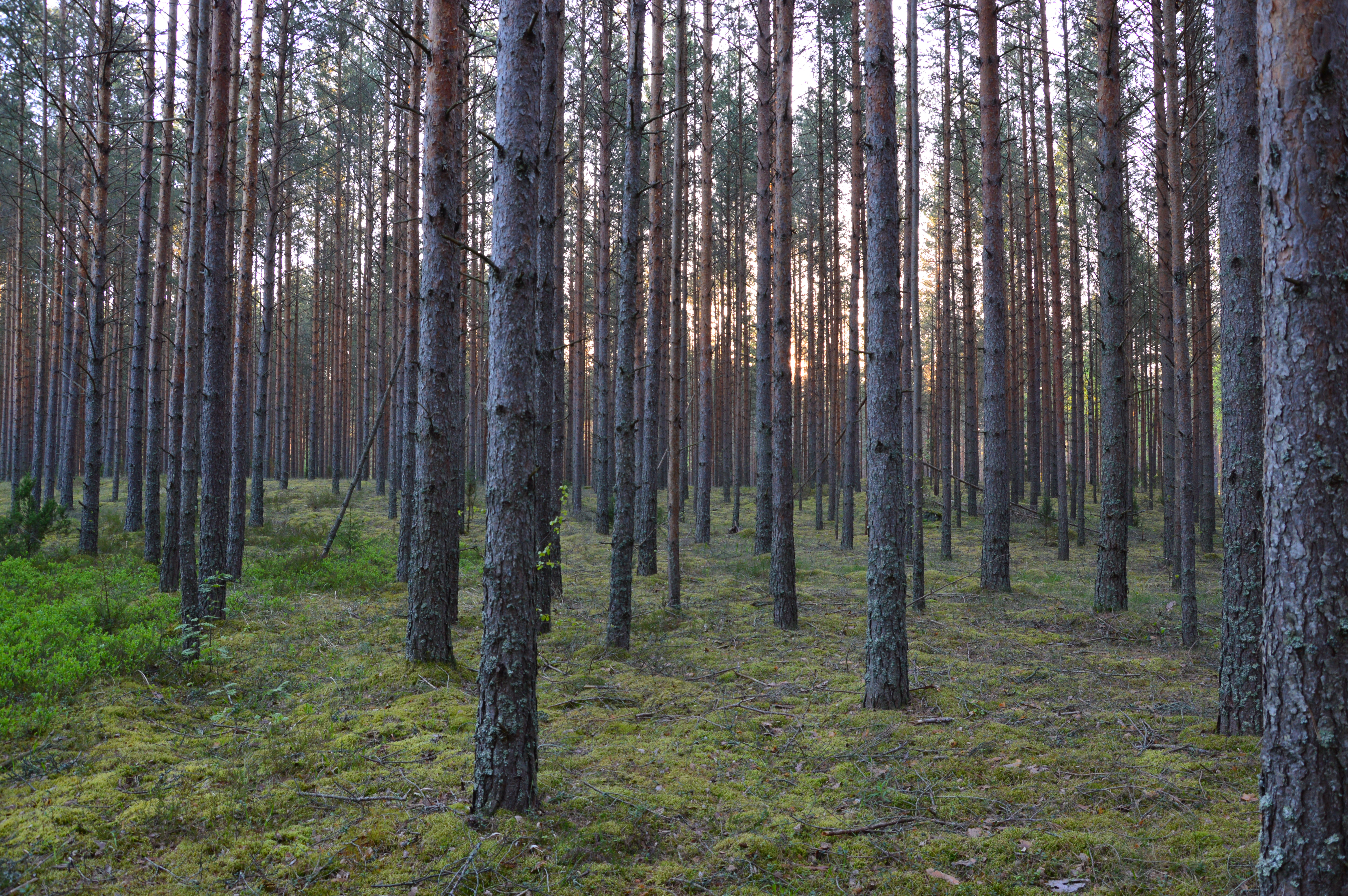
LSG Mustoja
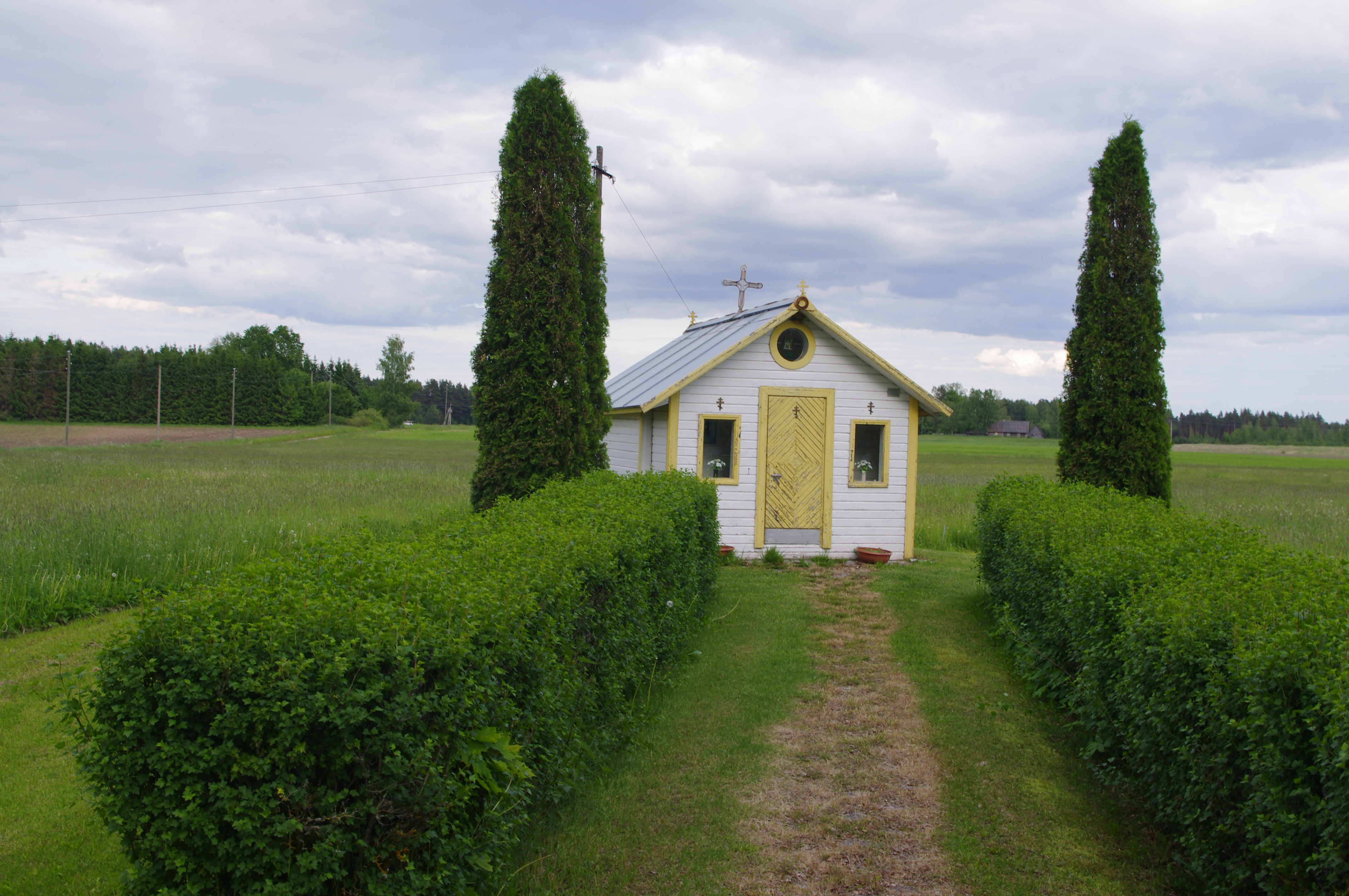
Kapelle in Treski
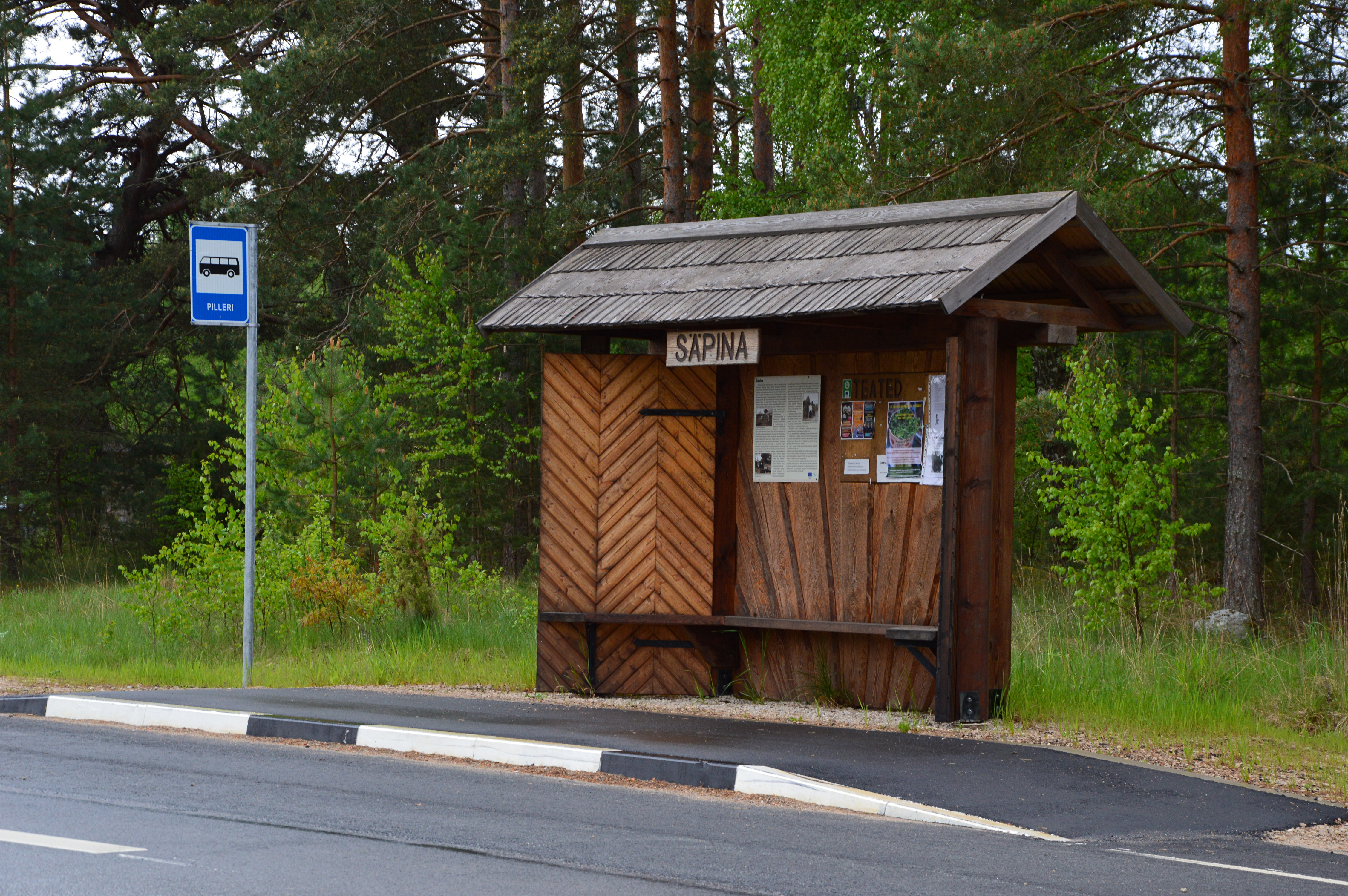
Bushaltestelle Säpina
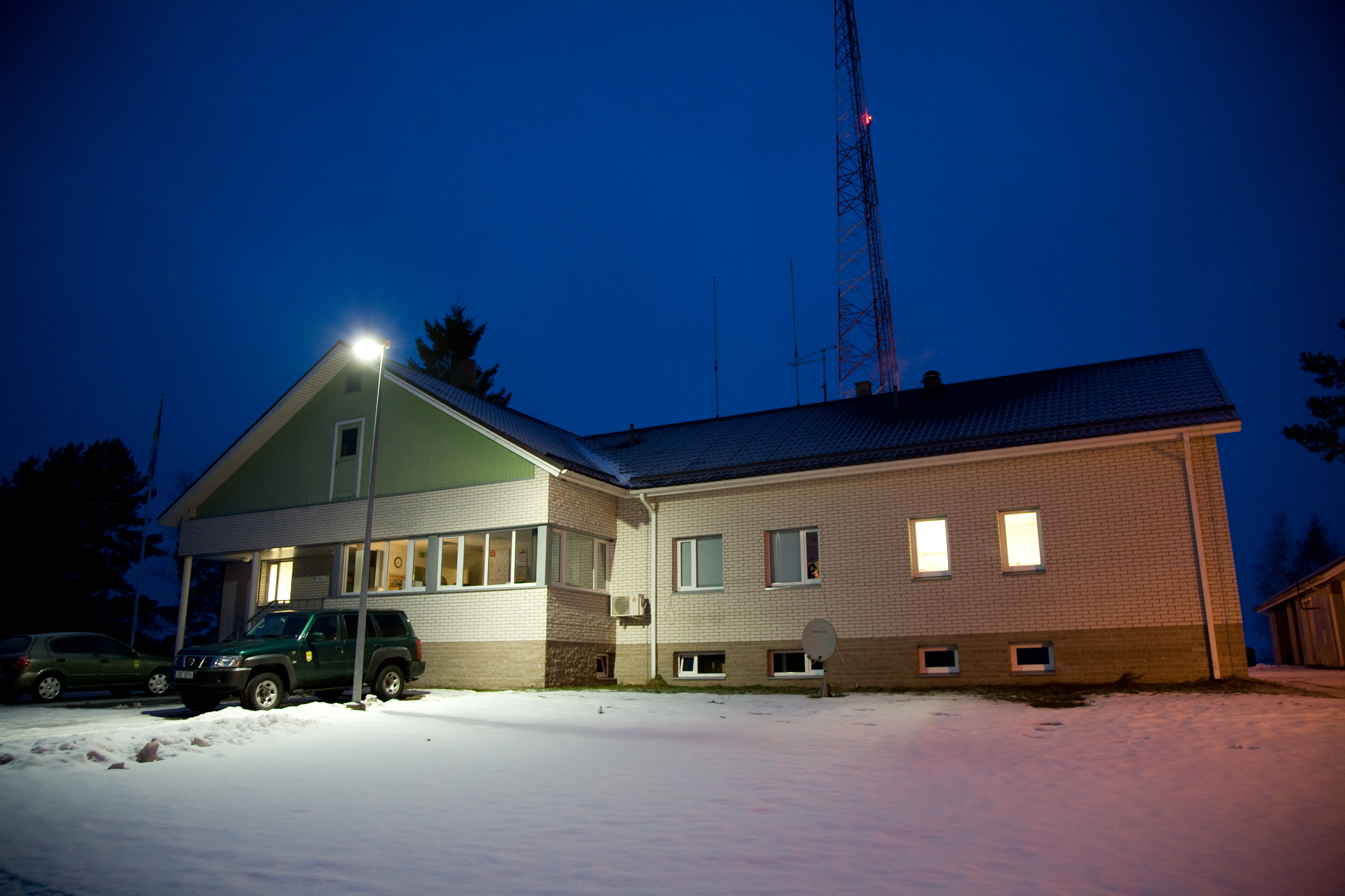
Polizei- und Grenzschutzposten bei Värska
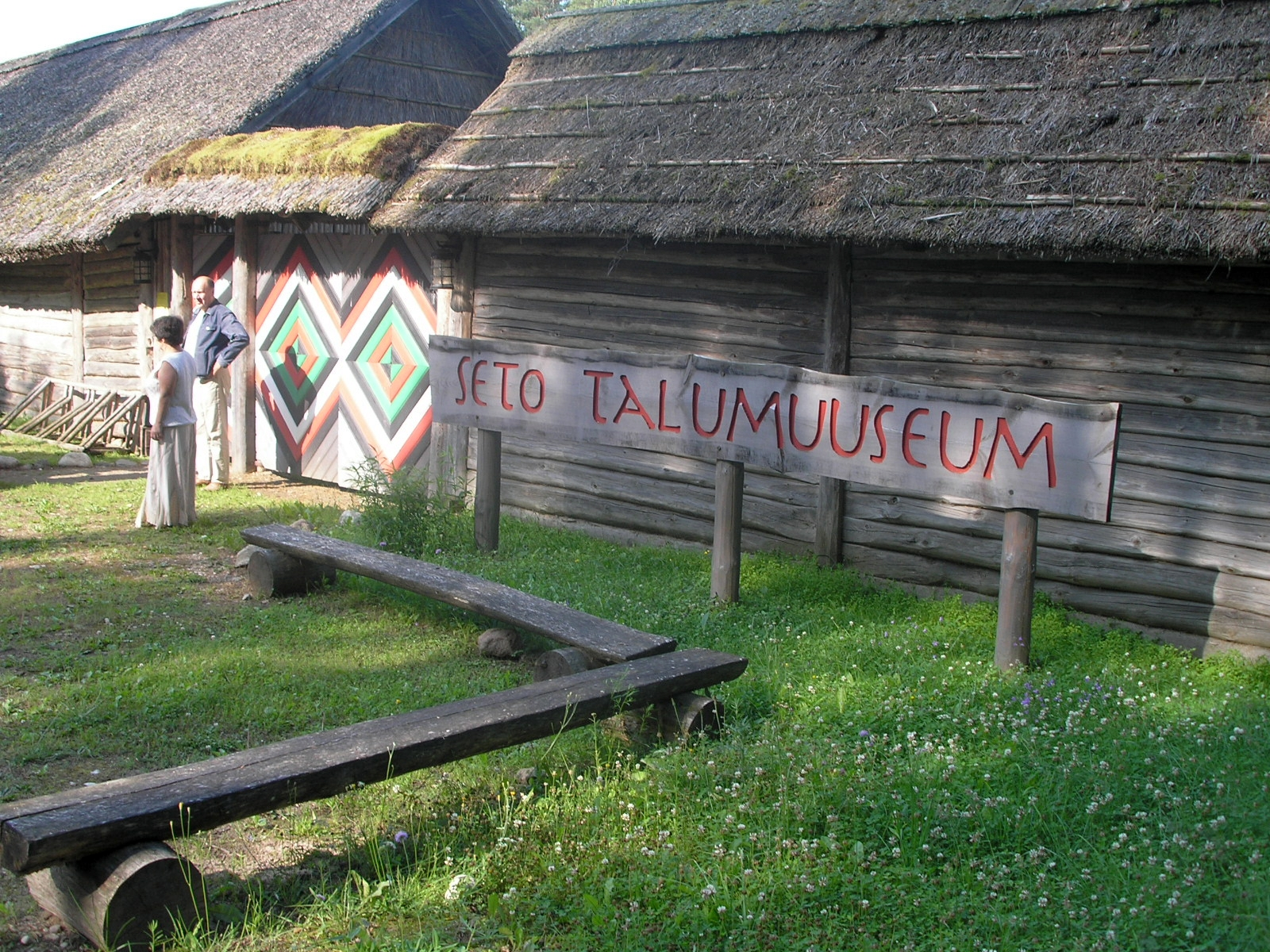
Bauernmuseum in Värska